# Cerchysiella takenakai
Cerchysiella takenakai är en stekelart som först beskrevs av Tachikawa 1980.  Cerchysiella takenakai ingår i släktet Cerchysiella och familjen sköldlussteklar. Inga underarter finns listade i Catalogue of Life.